# 葛井諸会
葛井 諸会（ふじい の もろえ、生没年不詳）は、奈良時代の貴族。姓は連。官位は従五位下・相模守。勲等は勲十二等。

## 経歴
元明朝の和銅4年（711年）対策を受験し、この時の策問に対する対策文が『経国集』に採られている。
聖武朝の天平7年（735年）諸会は大史を務めていたが、美作守・阿倍帯麻呂らが4人を故殺したとして遺族が太政官に対して訴え出る。しかし、この訴えを審理せず放置したとして、右大弁・大伴道足、右中弁・高橋安麻呂、右少弁・県犬養石次とともに怠慢の罪により罰せられたが、詔があり何れも罪を赦されている。
山背介を経て、天平17年（745年）外従五位下に叙せられる。その後も天平19年（747年）相模守と聖武朝末にかけて地方官を歴任した。この間の天平18年（746年）正月の大雪の日に、左大臣・橘諸兄や中納言・藤原豊成ら廷臣が元正上皇の御在所に参入して酒宴を行った際、詔を受けて諸会が詠んだ和歌作品が『万葉集』に採録されている。
孝謙朝末の天平勝宝9歳（757年）内位の従五位下に至る。

## 官歴
注記のないものは『続日本紀』による。
- 時期不詳：正六位下
- 天平7年（735年） 9月28日：見大史
- 時期不詳：正六位上。勲十二等
- 天平13年（741年） 6月26日：見山背介[3]
- 天平17年（745年） 4月25日：外従五位下
- 天平19年（747年） 4月22日：相模守
- 天平勝宝9歳（757年） 5月20日：従五位下（内位）